# Une indigestion
Une indigestion er en fransk stumfilm fra 1902 af Georges Méliès.